# جامعة زايد
جامعة زايد هي جامعة حكومية في الإمارات العربية المتحدة تأسست عام 1998. وهي إحدى مؤسسات التعليم العالي الثلاث التي ترعاها الحكومة في دولة الإمارات العربية المتحدة. سميت على اسم الشيخ زايد بن سلطان آل نهيان. وهي معتمدة من قبل هيئة الاعتماد الأكاديمي في دولة الإمارات العربية المتحدة، و لجنة الولايات الوسطى للتعليم العالي [الإنجليزية] .
تقدم الجامعة 17 تخصصًا و10 تخصصات فرعية على المستوى الجامعي و10 درجات ماجستير. تضم الجامعة ثماني كليات: كلية الآداب والصناعات الإبداعية، كلية الأعمال، كلية علوم الاتصال والإعلام، كلية التربية، كلية العلوم الإنسانية والاجتماعية، كلية العلوم الطبيعية والصحية، الكلية الابتكار التكنولوجي، وكلية الدراسات متعددة التخصصات.

## تاريخ
تأسست جامعة زايد في عام 1998 من قبل الحكومة الاتحادية لدولة الإمارات العربية المتحدة. لم تقبل الجامعة سوى مواطني دولة الإمارات العربية المتحدة حتى عام 2008، عندما افتتحت حرمها الجامعي في سويحان بالتعاون مع القوات المسلحة الإماراتية.
تعقد الجامعة حاليا علاقات تعاون مع عدد من المؤسسات في جميع أنحاء العالم، مثل كلية آل مكتوم للتعليم العالي [الإنجليزية] في اسكتلندا، والجامعة الوطنية الأسترالية، وكلية إدارة الأعمال وتنظيم مؤسسة أنطونيو جينوفيسي ساليرنو في إيطاليا، وجامعة كومبلوتنسي بمدريد في إسبانيا، وجامعة واسيدا في اليابان.
في عام 2018، ظهرت الجامعة لأول مرة في تصنيفات QS العالمية في المركز 701-750. حصلت جامعة زايد على المركز 20 من أصل 180 في التصنيف العربي للجامعات العالمية QS لعام 2022.
وفي عام 2025، تقدمت الجامعة في تصنيفات QS العالمية إلى  المركز بين 621–630

## الأبحاث
تدعم جامعة زايد أبحاث أعضاء هيئة التدريس والطلاب من خلال برامج التدريب البحثي والزمالات والمنح. وفي عام 2014، استثمرت الجامعة 4,687,269 درهمًا إماراتيًا في صناديق الأبحاث الداخلية.

### المنح والزمالات
- صناديق الحوافز البحثية (RIF)

تمول هذه المنحة أبحاث أعضاء هيئة التدريس على مدار فترة تتراوح من عام إلى عامين، وقد تم تصميمها لدعم وتعزيز ثقافة البحث في جامعة زايد. يحصل الباحثون على منح تتراوح من 30,000 درهم إماراتي كحد أقصى للمشاريع الفردية لمدة عام واحد إلى 150,000 درهم إماراتي كحد أقصى لمنح الفرق.
- مجموعات البحث

تم إطلاق مبادرة جديدة في عام 2016 لتشجيع التعاون بين التخصصات بين أعضاء هيئة التدريس. يتم تخصيص 50,000 درهم كحد أقصى لكل مشروع.

### البحوث الجامعية
تم إطلاق برنامج طلاب الأبحاث الجامعية في عام 2010 لتشجيع ودعم أبحاث الطلاب الجامعيين. يوفر البرنامج للطلاب إرشادًا من أعضاء هيئة التدريس وورش عمل ومحاضرات على مدار عامين ونصف خلال فترة دراستهم. يُتوقع من الطلاب إنتاج أبحاث أصلية يتم تقديمها إلى المجلات الأكاديمية الدولية في نهاية البرنامج.

## الحرم الجامعي في أبوظبي
في عام 2009، أعلنت جامعة زايد عن خطط لبناء حرم جامعي جديد في أبوظبي لتلبية احتياجات العدد المتزايد من الطلاب في العاصمة. صمم الحرم الجامعي من قبل المهندس المعماري الألماني هادي طهراني، وهو مستوحى من البيئة الصحراوية التي سيتم تشييده فيها. تم الانتهاء من الحرم الجامعي وتشغيله في عام 2011. ويقع الحرم الجامعي الجديد في مدينة زايد في أبوظبي ويغطي مساحة 77 هكتارًا بمساحة بناء إجمالية تبلغ 188,500 متر مربع.

#### سكن جامعة زايد ابوظبي
تحرص جامعة زايد على توفير سكن طلابي متكامل لطلاب البكالوريوس الدوليين وطلبة الدراسات العليا. وقد  افتتح السكن الجامعي عام 2016 بجناحين منفصلين للذكور والإناث

## الحرم الجامعي في دبي

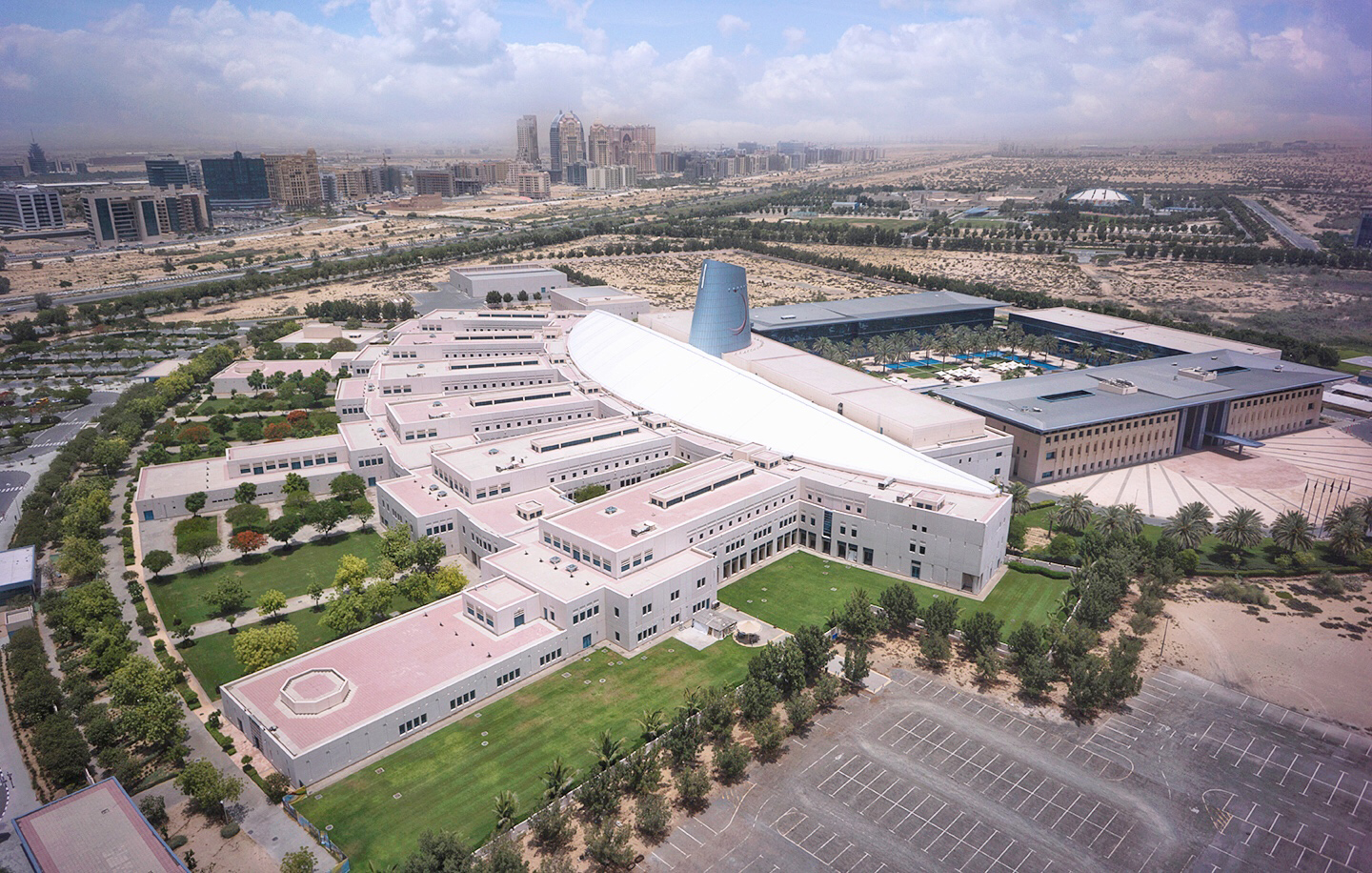
الحرم الجامعي في دبي

انتقل حرم جامعة زايد دبي إلى موقعه الحالي في الروية، بالقرب من المدينة الأكاديمية بدبي في عام 2006. كان الحرم الجامعي في السابق يقع بالقرب من الطرف الشمالي لشبه جزيرة أبوظبي، في شارع دلما.
في نوفمبر 2018، تم تصميم وبناء ردهة الطعام بجامعة زايد، الواقعة في المدينة الأكاديمية بدبي.

## برامج الدراسات العليا كلية علوم الإدارة
تقدم كلية علوم الإدارة برامج الدراسات العليا التالية للتخرج بدرجة ماجستير كما يلي:
- الماجستير التنفيذي في إدارة الأعمال
- ماجستير العلوم في التمويل
- ماجستير العلوم في الابداع والأعمال الحرة
- ماجستير العلوم في إدارة الأعمال الدولية
- الماجستير التنفيذي في إدارة الرعاية الصحية (بالاشتراك مع كلية الآداب والعلوم)
- الماجستير التنفيذي في الإدارة العامة (بالاشتراك مع كلية الآداب والعلوم)

## برامج الدراسات العليا كلية الآداب والعلوم
تقدم كلية الآداب والعلوم برامج الدراسات العليا التالية للتخرج بدرجة ماجستير كما يلي:
- ماجستير التربية في القيادة التربوية
- ماجستير التربية في التربية الخاصة
- ماجستير العلوم في تطوير التعليم والتعلم
- الماجستير التنفيذي في إدارة الرعاية الصحية (بالاشتراك مع كلية علوم الإدارة)
- الماجستير التنفيذي في الإدارة العامة (بالاشتراك مع كلية علوم الإدارة)
- ماجستير آداب في التصميم
- قدم كلية علوم الاتصال والإعلام برنامج الدراسات العليا للتخرج بدرجة ماجستير كما يلي:
- ماجستير الآداب في الاتصال السياحي

تقدم كلية تقنية المعلومات برنامج الدراسات العليا للتخرج بدرجة ماجستير كما يلي:
- ماجستير العلوم في تقنية المعلومات ـ تخصص أمن شبكات المعلومات

## وصلات خارجية
- موقع جامعة زايد الرئيسي
- جامعة أبوظبي